# Gonfalone della Giustizia
Il Gonfalone della Giustizia è un dipinto a tempera e olio su tela (278x138 cm) di Pietro Perugino, databile al 1501 circa  e conservato nella Galleria nazionale dell'Umbria a Perugia. 

## Descrizione e stile
Il gonfalone, usato durante le processioni pubbliche, venne dipinto nel periodo di massima popolarità dell'artista, dopo i successi del ciclo della Sala delle Udienze del Collegio del Cambio, quando teneva bottega contemporaneamente sia a Firenze che a Perugia.
L'opera mostra la Madonna in gloria tra angeli, cherubini e serafini al di sopra dei santi Francesco d'Assisi e Bernardino da Siena, con sullo sfondo una veduta di Perugia e dei suoi concittadini inginocchiati, tra cui si riconoscono una serie di confratelli incappucciati facenti parte della confraternita della Giustizia a cui era originariamente destinato il gonfalone. 
Sebbene si tratti di un'opera di grande finezza compositiva e cromatica, lo schema è un accostamento di disegni di repertorio. La Madonna col Bambino ad esempio è una riproposizione di quella della Pala di Fano, mentre i due angeli oranti simmetrici si ritrovano in numerose opere di quegli anni, come la Resurrezione di San Francesco al Prato, la Madonna in gloria e santi di Bologna, la Madonna della Consolazione, ecc.).